# Ketewel
Ketewel is een bestuurslaag in het regentschap Gianyar van de provincie Bali, Indonesië. Ketewel telt 11.513 inwoners (volkstelling 2010).